# 아이샤 타일러
아이샤 타일러(Aisha Tyler, 1970년 10월 18일 ~ )는 미국의 배우이다.

## 출연 작품
- 액시스 (2017)
- 더 셰도우 오브 아워 투게더네스 (2015)
- 베이비 메이커스 (2012)
- XIII: 코드네임13 (2011-12, XIII: The Series)
- 아처 (2009)
- 드랙 레이스 (2009)
- 블랙 워터 트랜싯 (2009)
- 베드타임 스토리 (2008)
- 더 트랩 (2007)
- 분노의 핑퐁 (2007)
- 데스 센텐스 (2007)
- 산타 클로스3: 산타의 탈출 (2006)
- 리벤지 45 (2006)
- 더 레이트 레이트 쇼 위드 크레이그 퍼거슨 (2005)
- 고스트 위스퍼러 시즌1 (2005)
- CSI 라스베가스 시즌5 (2004)
- 네버 다이 어론 (2004)
- 카슨 데일리 쇼 (2002)
- 산타클로스 2 (2002)
- CSI 라스베가스 시즌1 (2000)
- 프렌즈 (1994)